# سكان لبنان
هذه المقالة عن سكان لبنان، معطيات السكان والبطالة ومستويات التعليم، نسبة الأحياء والأموات، وعدد نسمات اللاجئين.

## نسب سكانية
| الوصف                          | النسبة      |
| ------------------------------ | ----------- |
| الزيادة السكانية               | 0.621%      |
| الولادات                       | 15.1 بالألف |
| الوفيات                        | 6.46 بالألف |
| اليافعين (من سن 0 إلى 14 عام)  | 21.8%       |
| البالغين (من سن 15 إلى 64 عام) | 68.2%       |
| المسنين (أكبر من 65 عاما)      | 10.0%       |
| مسلمون                         | 59.7%       |
| مسيحيون                        | 39%         |
| نسبة المتعلمين                 | 87.4%       |

## التركيبة العرقية القديمة
أجرى الدكتور بيار زلّوعة (المختص في دراسة الحمض النووي والمدرِّس في الجامعة اللبنانية الأمريكية) بإجراء دراسة حديثة ضمن المشروع الجينوغرافي التابع لمؤسسة ناشيونال جيوغرافيك الذي يهدف إلى دراسة حركة هجرة الشعوب تاريخياً. وبعد دراسة عينات للحامض النووي لمجموعة من اللبنانيين، وبالتحديد دراسة هابلوغروبات الكروموزوم-Y التي تنتقل عن طريق الأب فقط، توصل إلى أن أصل اللبنانيين القديم كالآتي:
- %28 من اللبنانيين أصلهم فينقيين كنعانيين لأنهم يحملون هابلوغروب J2 وإحدى هابلوتيبات البصمة الفينيقية، PCS1+ إلى PCS6+.
- %17 من اللبنانيين أصلهم عرب إسماعيليين لأنهم يحملون هابلوغروب J1.
- %16 من اللبنانيين أصلهم من شمال أفريقيا لأنهم يحملون هابلوغروب E.
- بالإضافة إلى وجود هابلوغروبات أخرى منحدرة من الفرس والإثيوبيين والصليبيين.

يقول بيار أنه قد وجد أن جميع الطوائف اللبنانية الحالية (سواءً كانت مسيحية أم مسلمة) موجودة بشكل مختلط في جميع الهابلوغروبات، ممايدل على أن ليس لكل طائفة لبنانية حالية أصل قديم مختلف عن الطوائف الأخرى بل هي عبارة عن تمازج للأصول القديمة المختلفة. الاستثناء الوحيد من ذلك كان الهابلوغروب المنحدر من الصليبيين، حيث وجد أن أغلبية من يحمله اليوم هم من المسيحيين؛ ويبرر بيار ذلك بأن الهجرة الصليبية إلى المنطقة هي حديثة نسبياً بالمقارنة مع الهجرات الأخرى فلم يُسلِم من نسل هؤلاء الصليبيين إلى القليل.

## المجموعات السكانية
في عام 2011 بلغ عدد سكان لبنان من 'مواطنين ومقيمين نحو 4,259,000 موزعين على المجموعات السكانية التالية:
- عرب لبنانيون: تعدادهم 3,383,000، من الطائفتين المسلمة (من سنة وشيعة وموحّدين دروز وعلويين) والمسيحية.
- فلسطينيون: تعدادهم 544,000، يعيش معظمهم في مخيمات للّاجئين. بدون جنسية؛ فهم يحملون فقط وثيقة سفر خاصة للّاجئين الفلسطينيين في لبنان.
- كرد كرمنجيون: تعدادهم 119,000، يتمركزون في بيروت وصيدا وطرابلس ووادي البقاع. معظم الكرد الذين يسكنون لبنان هاجروا من جنوب شرق تركيا، أوائل المهاجرين جائوا في زمن الانتداب الفرنسي وحصلوا على الجنسية اللبنانية. جاء بعض الآلاف بعد 1961, هؤلاء يحملون إذن إقامة وليس جنسية.
- مصريون: تعدادهم 70,000.
- بدو: تعدادهم 46,000.
- سوريون: تعدادهم 36,000.
- آراميون غربيون: تعدادهم 24,000.
- آشوريون: تعدادهم 22,000.
- فرنسيون: تعدادهم 22,000.
- عراقيون: تعدادهم 18,000.
- فلبينيون: تعدادهم 14,000.
- أتراك: تعدادهم 9,200.
- أمريكيو الولايات المتحدة: تعدادهم 4,500.
- يونانيون: تعدادهم 4,500.
- إيطاليون: تعدادهم 4,500.
- بريطانيون: تعدادهم 2,600.
- برتغاليون: تعدادهم 2,200.
- إسبان: تعدادهم 2,200.
- يهود: تعدادهم 1,300.

## التركيبة الدينية
راجع مقال طوائف لبنان
أدى التوزع الديني المعقد للبنان إلى مشاكل كبيرة في تاريخ لبنان المعاصر. إذ يشكل المسيحيون العرب والآراميون والسريان (موارنة وروم أورثوذكس وروم كاثوليك والإنجيليين) إضافة للمسيحيين غير العرب (الأرمن «الأرثوذكس والكاثوليك والإنجيليين» والسريان واللاتين والأقباط) نسبة كبيرة من السكان، كما يشكل الدروز، ثم العلويون، والأكراد، والترك نسباً أخرى من السكان. كما ينقسم المسلمون إلى سنة وشيعة. استغلت القوى الأجنبية وبعض القوى المحلية هذه التركيبة الطائفية المعقدة من أجل تحقيق مصالح سياسية واقتصادية، وذلك منذ القرن الثامن عشر الميلادي. غير أن ذروة هذا الاستغلال ظهرت خلال الحرب الأهلية اللبنانية بين 1975 إلى 1990. ولم يستطع لبنان منذ إنشائه، أن يستقل سياسياً واقتصادياً من الناحية العملية. وذلك بحكم اختلاف التوجهات السياسية لشتى طوائفه وأحزابه وتدخل بلدان المحيط في سياسته

### تاريخ طوائف لبنان
في عام 451م، نزح أتباع القديس مارون من شمال سوريه إلى جبال لبنان بعد المجازر التي قام بها المسيحيين بحق ما وصفوه بالهراطقة. وفي العصر العباسي، قدمت قبائل عربية مسلمة واستوطنت مناطق جبل لبنان الجنوبي. وفي العصر الفاطمي، تحول أهل وادي التيم إلى المذهب الدرزي. وخلال المعارك الصليبية، لعبت الديانة دورا أساسيا في تقوية أو استحضار شعوب للسكن في لبنان من أجل الدفاع وحماية مصالح الدول. وخلال الحروب الصليبية، تعهد الملك الفرنسي لويس التاسع بتأمين الحماية للموارنة بصك وقعه.
وبحلول القرن التاسع عشر الميلادي، كان توزيع السكان على الشكل التالي: المسلمين السنة استوطنوا الساحل، البقاع، وبعض الشمال. المسلمون الشيعة سكنوا جبل عامل، بلاد جبيل، وبعض الجنوب. وتشارك الموارنة والدروز بيقية مناطق جبل لبنان.
بين ال 1820 و1860 حدثت مجازر بين الدروز الإقطاعيين والحكام وبين الموارنة والفلاحين فيما يشبه نوع من الثورة لقلب ميازين القوى. وهناك العديد من الدراسات التي تعوٌل أسباب هذه المشاكل إلى محاولة فرنسا وبريطانيا ضعضعة العثمانيين ومحاولة إيجاد موطئ لهم في الشرق. ولذلك منذ عام 1860 نجحت فرنسا مع دول أوروبا في فرض منطقة حكم ذاتي في جبل لبنان، تحت الحكم العثماني فيما عرف بالمتصرفية. واستغلت فرنسا هذه الدويلة لجعلها موضع قدم لها في الشرق، وقامت بربط الموارنة معها ثقافياً عن طريق الإرساليات التبشيرية، وبخاصة البرتستانتينية، التي تحولت -فيما بعد- إلى جامعات أجنبية في لبنان. وقد جذبت العديد من اللبنانيين ونشأت طائفة جديدة والتي دعيت بالإنجيليين. وبعد المجازر الأرمنية، نزح بعض الأرمن إلى لبنان واستوطنوا شمال بيروت وبعض نواح البقاع.
واستمر النفوذ الفرنسي في التزايد إلى أن نجحت في احتلال لبنان وسوريا بعد الحرب العالمية الأولى. وبسبب نشوء الفكر والتقسيم القومي في أوروبا، حاولت فرنسا وبريطانيا تقسيم مناطق الدولة العثمانية المنهزمة بحسب أعراق سكانها. وكان لبنان من أعقد التقسيمات لتداخل الطوائف فيما بينها. فحين طالب مسلمو الساحل والبقاع الانضمام إلى الدولة العربية في دمشق. طالب المسيحيون بقيادة البطريرك الحويك الاستقلال التام.
وفي 1920 قرر الفرنسيون توسيع دولة لبنان الصغير فأعلنوا دولة لبنان الكبير بضم الساحل، والبقاع، ومنطقة جبل عامل والسهول الشمالية إلى منطقة المتصرفية وتشكيل فيما عرف بلبنان الكبير. وبهذا الشكل، قامت دولة جديدة تضم خليط من 18 طائفة. ثم قامت فرنسا بتنظيم عملية تهجير للموارنة السوريين إلى لبنان بغية جعل إقليم لبنان دولة خاصة بالمسيحيين بحجة حمايتهم، وكي تخلق أكثرية مسيحية على المسلمين في لبنان ضمن مخطط نسخ ديموغرافي لم يكتمل بسبب اضطرار فرنسا أن تعطي لبنان حق الاستقلال بشكل مبكر نسبياً. وقد استقلّ لبنان عن الفرنسيين عام 1943 أي ثلاث سنين قبل استقلال سوريا (عام 1946) ولكن سرعان ما تعدلت التركيبة السكانية في العقود اللاحقة وفاق عدد المسلمين المسيحيين حتى بلغ أكثر من الضعف. فقامت دولة لبنان على تعددية متشابكة ومتوازنة في نفس الوقت من الطوائف والأديان. علما أنه منذ 1932 لم تنشر المؤسسات اللبنانية أي إحصاء رسمي للتوزيع السكاني للشعب اللبناني، لذلك تستند المعطيات الحديثة إلى التقديرات وهي ليست دقيقة.

### توزيع الطائفي في لبنان عام 1932
في عام 1932 أجرى الفرنسيون تعدادا لسكان لبنان الكبير عرف بإحصاء 1932. وكانت النتائج كالتالي:
المسيحيون
| الطائفة                 | عدد السكان(نسمة) | النسبة (مئوية) |
| ----------------------- | ---------------- | -------------- |
| الموارنة                | 226,378          | 28.8           |
| روم أرثوذكس             | 76,522           | 9.7            |
| روم كاثوليك             | 46,000           | 5.9            |
| آخرون (معظمهم أرمن)     | 53,463           | 6.8            |
| المجموع الكلي للمسيحيين | 402,363          | 51.2           |

المسلمون
| الطائفة                | عدد السكان(نسمة) | النسبة (مئوية) |
| ---------------------- | ---------------- | -------------- |
| السنة                  | 175,925          | 22.4           |
| الشيعة في لبنان        | 154,208          | 19.6           |
| الدروز                 | 53,047           | 6.8            |
| المجموع الكلي للمسلمين | 383,180 نسمة     | 48.8           |

عدد سكان لبنان الكلي: 785,542 نسمة.
لكن سرعان ما تغيّرت النسب بشكل سريع، إذ منذ بداية ثلاثينيات القرن العشرين، تناقصت نسبة المسيحيين إلى أدنى من النصف. وبالرغم من هجرة الكثير من المسيحيين إلى لبنان (بعد الاستقلال) مثل الأرمن والأقباط والفلسطينيين وحصول بعضهم على الجنسية، فقد بقيت نسبة المسيحيين تتراجع بوتيرة ثابتة. ويرجع بعض الخبراء ذلك إلى أن نسبة المواليد عند المسلمين أعلى، إضافة إلى ارتفاع نسبة الهجرة عند المسيحيين، حيث أن غالب اللبنانيين في المهجر هم من المسيحيين. .

### عدد أفراد الطوائف الحالية
ونقلا عن الـ بي بي سي، وجامعة تكساس وموقع السي أي أيه، نشر موقع الجزيرة الاحصائية التالية عن التوزيع الطائفي لسكان لبنان لسنة 2007:

#### المسيحيون
| الطائفة       | عدد السكان(نسمة) | النسبة (مئوية) |
| ------------- | ---------------- | -------------- |
| موارنة        | 667,556          | 21.19          |
| روم أرثوذكس   | 236,406          | 7.86           |
| روم كاثوليك   | 156,521          | 5.2            |
| أرمن أورثوذكس | 90,675           | 3.01           |
| أرمن كاثوليك  | 20,217           | 0.67           |
| إنجيليون      | 17,409           | 0.58           |
| أقليات        | 47,018           | 1.56           |
| المجموع       | 1,235,802        | 41.07          |

#### المسلمون
| الطائفة | عدد السكان(نسمة) | النسبة (المئوية) |
| ------- | ---------------- | ---------------- |
| السنة   | 950,000          | 0                |
| الشيعة  | 720,000          | 0                |
| دروز    | 85,000           | 0                |
| علوييون | 17,125           | 0                |
| المجموع | 1,772,125        | 58.92            |

أما كتاب حقائق العالم التابع للإستخبارات الأميركية فيقدّر عدد المسيحيين في لبنان بـ 39% .

## أعداد السكان المقيمين والمغتربين
منذ أيام الفنيقيون، اشتهر اللبنانيون بالهجرة وإنشاء المستوطنات. وبحسب دراسة إحصاء للدكتور «أنيس أبي فرح» فإن عدد اللبنانيين المهاجرين أكثر من ضعفي عدد المقيمين بحسب الجدول التالي:
| الفئة (سنة 2000)                | عدد السكان(نسمة) |
| ------------------------------- | ---------------- |
| اللبنانيون المقيمون             | 3,285,024        |
| اللبنانيون المغتربين والمتحدرين | 8,624,419        |

## إحصائيات

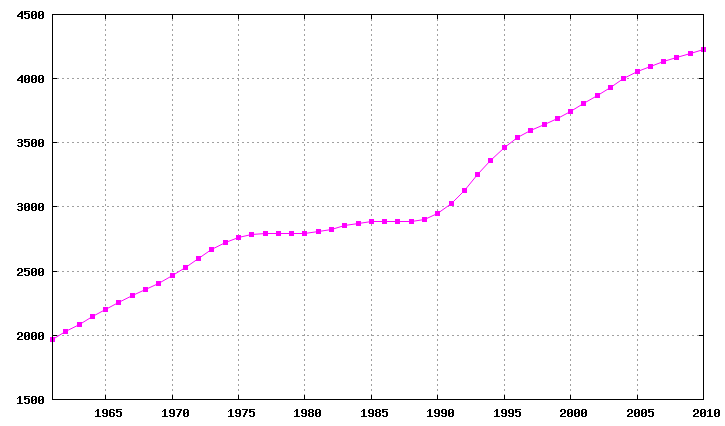
تطور العدد السكاني في لبنان، سنة 2005 ; عدد القاطنين بالآلاف.

## إحصائيات[8]

### متوسط حجم الأسرة(فرد/الأسرة)
| السنة/المنطقة | بيروت | محافظة جبل لبنان | محافظة لبنان الشمالي | محافظة البقاع | الجنوب والنبطية |
| ------------- | ----- | ---------------- | -------------------- | ------------- | --------------- |
| 2007          | 3.75  | 3.76             | 4.75                 | 4.62          | 4.42            |
| 2004          | 3.84  | 4.04             | 4.74                 | 4.58          | 4.40            |

### توزّيع المقيمين في لبنان بحسب المنطقة
| السنة/المنطقة | بيروت | محافظة جبل لبنان | محافظة لبنان الشمالي | محافظة البقاع | الجنوب والنبطية |
| ------------- | ----- | ---------------- | -------------------- | ------------- | --------------- |
| 2007          | 9,6%  | 39,5%            | 20,3%                | 13%           | 17,5%           |
| 2004          | 10,4% | 40%              | 20,5%                | 12,5%         | 16,6%           |

### أنواع السكن في لبنان بحسب المنطقة
| النوع/المنطقة | بيروت | محافظة جبل لبنان | محافظة لبنان الشمالي | محافظة البقاع | الجنوب والنبطية | كل لبنان |
| ------------- | ----- | ---------------- | -------------------- | ------------- | --------------- | -------- |
| منزل مستقل    | 2490  | 63822            | 66351                | 61542         | 83211           | 277426   |
| فيلا          | 175   | 3831             | 1118                 | 1475          | 1913            | 8522     |
| شقة           | 92815 | 302840           | 92847                | 42739         | 66337           | 597632   |
| غدقة ناطور    | 865   | 2189             | 153                  | 204           | 491             | 3893     |
| مسكن مرتجل    | 0     | 938              | 351                  | 0             | 52              | 1341     |

### آرقام متفرقة
- %40 من الأسر القاطنة في بيروت مسجّلة في أماكن قيد خارجها.
- %75 من الأسر القاطنة في الضاحية مسجّلة في أماكن قيد خارجها.
- وقُدّرت نسبة المقيمين غير اللبنانيين في عام 2007 بنحو 3,8%، في مقابل 6,6% في عام 2004.
- نسبة التفكير في الهجرة ارتفعت من 3,5% قبل حرب تموز 2006 إلى 7,4% بعدها، بينما ارتفعت نسبة الأسر التي يرغب أحد أفرادها في الهجرة إلى الخارج من 8,1% إلى 13,4%.

## مواقع خارجية
- خارطة توضح التوزع المذهبي في لبنان
- National Geographic - The Genographic Project - Investigator: Pierre A.Zalloua